# La République des enfants (téléfilm)
Pour l’article homonyme, voir La République des enfants.
La République des enfants est un téléfilm français réalisé par Jacques Fansten en 2010 et diffusé à la télévision pour la première fois le 26 février 2011 sur France 3.

## Synopsis
Le téléfilm raconte l'histoire d'un couple d'instituteurs, Célestin et Madeleine, hébergeant dans le Vercors un groupe d'enfants réfugiés de la guerre d'Espagne, enfants de résistants, ou juifs, avec lesquels ils pratiquent les méthodes d'éducation nouvelle conformes à leurs idéaux.

## Fiche technique
- Réalisateur : Jacques Fansten
- Date de diffusion : 26 février 2011 sur France 3
- Durée : 90 minutes.

## Distribution
- Jacques Bonnaffé : Célestin
- Caroline Proust : Madeleine
- Bruno Wolkowitch : Garcin
- Gérard Croce : le maire
- Noah Silver : Lucien
- Frédéric Papalia : René
- Lou Aisenberg : Dolores
- Hugo Cance : Jean-Jean
- Louise Orry-Diquéro : Yvette
- Adrien Maillot : Henri Dubreuil
- Éric Soubelet : Edouard Dubreuil
- Lucia Sanchez : Madame Dubreuil
- Iliana Sakji : Annette
- Anatole Sarrazin : Joseph
- Célia Gouy : Enfant de la maison
- Théo Le Berre : Tonin
- Brune Martin : Babette
- Marion Guillem : Marine